# Cánula nasal
La cánula nasal o gafas nasales(CN) es un dispositivo que se utiliza para administrar oxígeno suplementario o aumentar el flujo de aire a un paciente o persona que necesita ayuda respiratoria. Este dispositivo consiste en un tubo liviano que en un extremo se divide en dos puntas que se colocan en las fosas nasales y de las cuales fluye una mezcla de aire y oxígeno. El otro extremo del tubo está conectado a un suministro de oxígeno, como un generador de oxígeno portátil, o una conexión de pared en un hospital a través de un medidor de flujo . La cánula generalmente se fija al paciente mediante el tubo que se engancha alrededor de las orejas del paciente o mediante una cinta elástica para la cabeza. La forma más antigua y más utilizada de cánula nasal para adultos transporta de 1 a 3 litros de oxígeno por minuto.
Las cánulas con puntas más pequeñas diseñadas para uso infantil o neonatal pueden transportar menos de un litro por minuto. Se pueden administrar caudales de hasta 60 litros de aire / oxígeno por minuto a través de una cánula nasal humidificada de calibre más ancho (oxigenoterapia nasal de alto flujo).
La cánula nasal fue inventada por Wilfred Jones y patentada en 1949 por su empleador, la empresa BOC . 